# Xeka
Miguel Ângelo da Silva Rocha (Rebordosa, Oporto, Portugal, 10 de noviembre de 1994), conocido como Xeka, es un futbolista portugués. Juega de centrocampista y su equipo es el G. D. Estoril Praia de la Primeira Liga.

## Trayectoria

### Braga
Jugó en las inferiores de tres clubes, incluido el Valencia C. F. de España hasta los 17 años. Comenzó su carrera profesional en el segundo equipo del S. C. Braga en la Segunda Liga, luego fue enviado a préstamo durante dos temporadas al S.C. Covilhã.
Xeka comenzó a jugar en el primer equipo del Braga en octubre de 2016, bajo la dirección de José Peseiro. Debutó en la Primeira Liga a finales de octubre, en la victoria 1-0 en casa ante el G.D. Chaves.

### Francia
El 31 de enero de 2017 fue enviado a préstamo al Lille O. S. C. de la Ligue 1 hasta junio de 2017. Al término de la cesión el club lo fichó permanentemente por 5 millones de euros.
Fue enviado a préstamo al Dijon F. C. O. para la temporada 2017-18.
El 1 de agosto de 2021 marcó el único gol de la Supercopa de Francia ante el París Saint-Germain F. C. que sirvió para darle la primera Supercopa de la historia a su equipo y su segundo título del año tras haber ganado meses atrás la Ligue 1.
Dejó el club al término de la temporada 2021-22. Entonces estuvo varias semanas sin equipo, hasta que el 21 de septiembre se anunció su incorporación al Stade Rennais F. C. por dos campañas. Disputó nueve encuentros y en agosto de 2023 llegó a un acuerdo para rescindir su contrato.

### Catar y regreso a Portugal
Desde su salida del conjunto bretón permaneció unos cuantos meses como agente libre y a finales de abril de 2024 fichó por el Al-Sadd S. C. para suplir la lesión de Guilherme Torres. El siguiente mes de agosto regresó a Portugal par jugar en el G. D. Estoril Praia durante la temporada 2024-25.

## Estadísticas
Actualizado al último partido disputado el 4 de abril de 2025.
| Club                         | Div.          | Temporada     | Liga  | Liga  | Copas nacionales | Copas nacionales | Copas internacionales | Copas internacionales | Total | Total |
| Club                         | Div.          | Temporada     | Part. | Goles | Part.            | Goles            | Part.                 | Goles                 | Part. | Goles |
| ---------------------------- | ------------- | ------------- | ----- | ----- | ---------------- | ---------------- | --------------------- | --------------------- | ----- | ----- |
| Sporting de Braga B Portugal | 2.ª           | 2013-14       | 17    | 1     | —                | —                | —                     | —                     | 17    | 1     |
| Sporting Covilhã Portugal    | 2.ª           | 2014-15       | 5     | 0     | 2                | 0                | —                     | —                     | 7     | 0     |
| Sporting Covilhã Portugal    | 2.ª           | 2015-16       | 34    | 0     | 1                | 0                | —                     | —                     | 35    | 0     |
| Sporting Covilhã Portugal    | Total club    | Total club    | 39    | 0     | 3                | 0                | —                     | —                     | 42    | 0     |
| Sporting de Braga B Portugal | 2.ª           | 2016-17       | 11    | 1     | —                | —                | —                     | —                     | 11    | 1     |
| Sporting de Braga B Portugal | Total club    | Total club    | 28    | 2     | —                | —                | —                     | —                     | 28    | 2     |
| Sporting de Braga Portugal   | 1.ª           | 2016-17       | 11    | 0     | 7                | 0                | —                     | —                     | 18    | 0     |
| Sporting de Braga Portugal   | Total club    | Total club    | 11    | 0     | 7                | 0                | —                     | —                     | 18    | 0     |
| Lille O. S. C. Francia       | 1.ª           | 2016-17       | 13    | 1     | 2                | 0                | —                     | —                     | 15    | 1     |
| Lille O. S. C. Francia       | 1.ª           | 2017-18       | 1     | 0     | 0                | 0                | —                     | —                     | 1     | 0     |
| Dijon F. C. O. Francia       | 1.ª           | 2017-18       | 17    | 2     | —                | —                | —                     | —                     | 17    | 2     |
| Dijon F. C. O. Francia       | Total club    | Total club    | 17    | 2     | —                | —                | —                     | —                     | 17    | 2     |
| Lille O. S. C. Francia       | 1.ª           | 2018-19       | 27    | 2     | 3                | 0                | —                     | —                     | 30    | 2     |
| Lille O. S. C. Francia       | 1.ª           | 2019-20       | 17    | 0     | 5                | 0                | 3                     | 0                     | 25    | 0     |
| Lille O. S. C. Francia       | 1.ª           | 2020-21       | 33    | 1     | 3                | 1                | 6                     | 0                     | 42    | 2     |
| Lille O. S. C. Francia       | 1.ª           | 2021-22       | 23    | 3     | 1                | 1                | 7                     | 0                     | 31    | 4     |
| Lille O. S. C. Francia       | Total club    | Total club    | 114   | 7     | 14               | 2                | 16                    | 0                     | 144   | 9     |
| Stade Rennais F. C. Francia  | 1.ª           | 2022-23       | 8     | 0     | 1                | 0                | 0                     | 0                     | 9     | 0     |
| Stade Rennais F. C. Francia  | Total club    | Total club    | 8     | 0     | 1                | 0                | 0                     | 0                     | 9     | 0     |
| Al-Sadd S. C. Catar          | 1.ª           | 2023-24       | ―     | ―     | 1                | 0                | ―                     | ―                     | 1     | 0     |
| Al-Sadd S. C. Catar          | Total club    | Total club    | 0     | 0     | 1                | 0                | 0                     | 0                     | 1     | 0     |
| G. D. Estoril Praia Portugal | 1.ª           | 2024-25       | 14    | 1     | 0                | 0                | ―                     | ―                     | 14    | 1     |
| G. D. Estoril Praia Portugal | Total club    | Total club    | 14    | 1     | 0                | 0                | 0                     | 0                     | 14    | 1     |
| Total carrera                | Total carrera | Total carrera | 231   | 12    | 26               | 2                | 16                    | 0                     | 273   | 14    |
| 1. 2.                        |               |               |       |       |                  |                  |                       |                       |       |       |

## Palmarés

### Títulos nacionales
| Título                 | Club           | País    | Año     |
| ---------------------- | -------------- | ------- | ------- |
| Ligue 1                | Lille O. S. C. | Francia | 2020-21 |
| Supercopa de Francia   | Lille O. S. C. | Francia | 2021    |
| Copa del Emir de Catar | Al-Sadd S. C.  | Catar   | 2024    |